# Wolves of the Sea
Chansons représentant la Lettonie au Concours Eurovision de la chanson
Questa notte
(2007) Probka
(2009)
Wolves of the Sea (en français, Des loups de mer) est la chanson représentant la Lettonie au Concours Eurovision de la chanson 2008. Elle est interprétée par Pirates of the Sea.

## Concours Eurovision de la Chanson

### Sélection
La chanson est à l'origine destinée au Melodifestivalen, qui est aussi le concours de sélection de la Suède, où, intitulée Här mellan himmel och jord (Ici, entre le ciel et la terre), elle doit être interprétée par Drängarna. Cependant la chanson n'est pas retenue pour être présentée au festival. Cependant la Lettonie la retient pour le Concours Eurovision de la chanson 2008. En accord avec le label suédois Sunday Music, la chanson conserve les quatre compositeurs suédois : Claes Andreasson, Jonas Liberg, Johan Sahlen et Torbjörn Wassenius. La chanson prend des paroles en anglais et s'inspire de l'imagerie de la piraterie. La chanson reprend une partie de la mélodie d'une chanson folklorique américaine Turkey in the Straw pour sa mélodie d'introduction et de refrain.

### Demi-finale
La chanson est d'abord présente lors de la deuxième demi-finale le jeudi 22 mai 2008. Elle est la dixième de la soirée, suivant Hasta la vista interprétée par Ruslan Alekhno pour la Biélorussie et précédant Romanca interprétée par Kraljevi Ulice & 75 Cents pour la Croatie.
À la fin des votes, elle obtient 86 points, notamment 12 points de la Lituanie et 10 points de la Géorgie, et finit à la sixième place sur dix-neuf participants. Elle fait ainsi partie des neuf chansons qualifiées en finale par le choix des téléspectateurs.

### Finale
En finale le samedi 24 mai, la chanson est la quatorzième de la soirée, suivant Senhora do mar (Negras águas) interprétée par Vânia Fernandes pour le Portugal et précédant Hero interprétée par Charlotte Perrelli pour la Suède.
À la fin des votes, elle obtient 83 points, notamment 12 points de l'Irlande et 10 points du Royaume-Uni et de la Lituanie, et finit ex aequo avec Peace Will Come, interprétée par Diana Gurtskaya pour la Géorgie, à la onzième place sur vingt-cinq participants.

## Postérité
Wolves of the Sea est reprise l'année suivante par le groupe de pirate metal écossais Alestorm pour un split avec Týr et Heidevolk, Black Sails Over Europe, publié par Napalm Records.
La mélodie devient aussi populaire en Afrique du Sud, où elle est un hymne pour l'équipe d'Afrique du Sud de rugby à XV. En afrikaans, la chanson est connue sous le nom de Hi Hi Ho, et elle est régulièrement chantée par les fans pendant les matchs.

## Classements

### Classements hebdomadaires
| Classement (2014)    | Meilleure position |
| -------------------- | ------------------ |
| Danemark (Hitlisten) | 40                 |